# Brama dolinna
Brama dolinna – krótki przełom w dolinie. W tym miejscu następuje wyraźne zwężenie doliny na krótkim odcinku, często skaliste, wtedy jest to skalna brama.